# 北海道道67号八雲厚沢部線
北海道道67号八雲厚沢部線（ほっかいどうどう67ごう やくもあっさぶせん）は、北海道二海郡八雲町と檜山郡厚沢部町を結ぶ道道（主要地方道）である。

## 概要

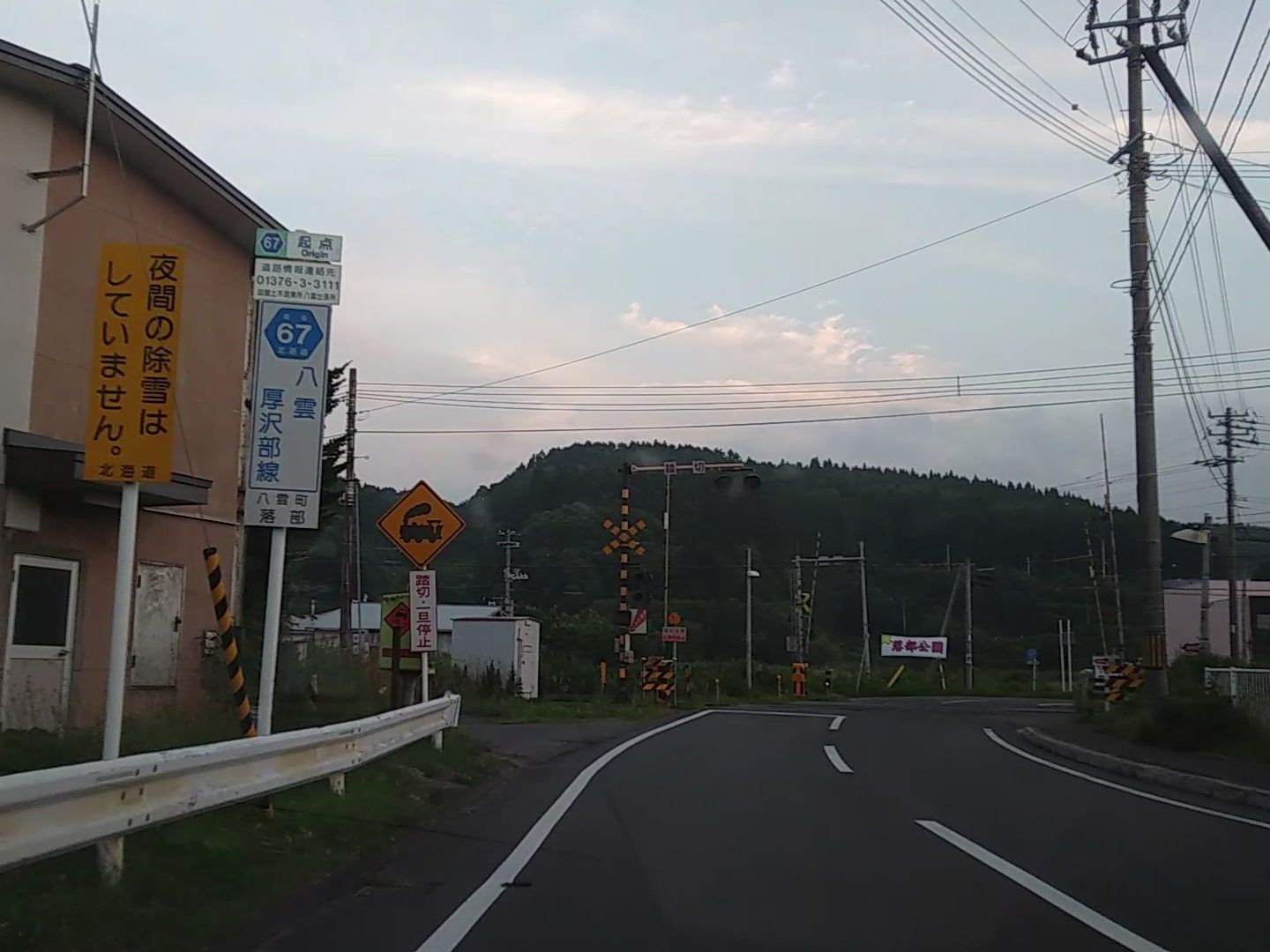
北海道道67号八雲厚沢部線・道道番号及び路線名標識、起点標識とJR北海道函館本線落部踏切（2018年7月）

### 路線データ
- 起点：北海道二海郡八雲町落部（国道5号交点）
- 終点：北海道檜山郡厚沢部町本町（国道227号交点）[1]
- 総延長：41.650 km[2]
- 実延長：41.627 km[2]
- 重用延長：0.023 km[2]

### 道路管理者
- 渡島総合振興局 函館建設管理部 八雲出張所
- 渡島総合振興局 函館建設管理部 江差出張所

## 歴史
- 1963年（昭和38年）10月23日 - 458号厚沢部八雲線として路線認定[3]。
- 1971年（昭和46年）10月21日 - 路線名を八雲厚沢部線に変更、起終点を入れ替え[4]。
- 1993年（平成5年）5月11日 - 建設省から、道道八雲厚沢部線が八雲厚沢部線として主要地方道に指定される[5]。
- 1994年（平成6年）10月1日 - 路線番号を67号に変更[6]。

## 路線状況

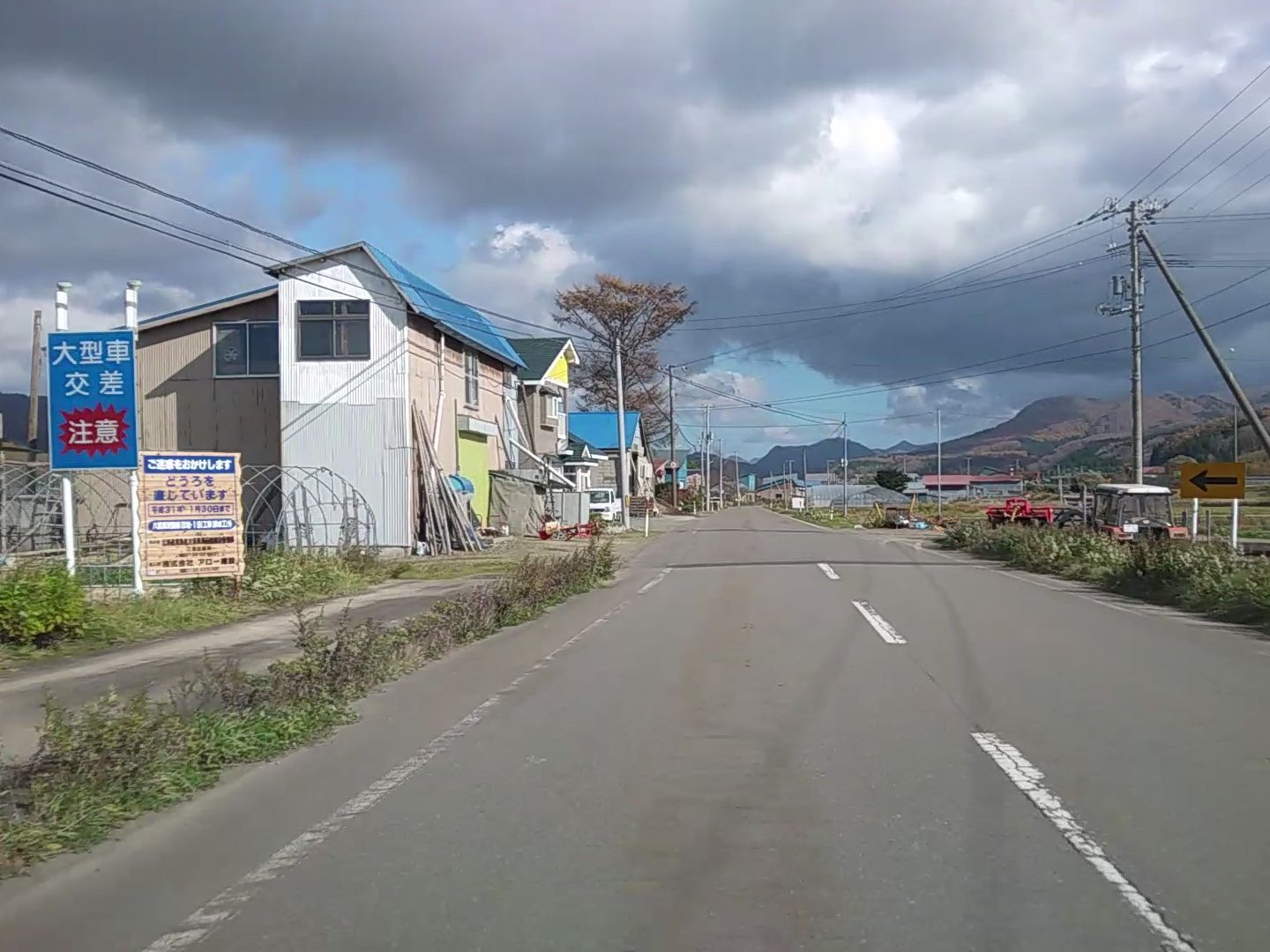
厚沢部町稲見の幅員減少（1.5車線）部（2018年11月）。左側に拡幅を伴う道路改良工事を告知する案内看板が設置されている。

旧路線（458号）は、車線が狭く大型車のすれ違いが困難な砂利道であったが、現在は改良され線形は良好になった。しかし厚沢部町上里及び稲見のごく一部に幅員減少区間が残り、稲見の幅員減少箇所においては1.5車線となっている。なお、稲見の区間は2018年11月現在において、拡幅を伴う道路改良工事が行われている。
旧道区間には、橋やトンネル等の遺構をはじめとした、当時をしのばせる道路標識も残る。

### 通称
- 八厚やまぶきライン

### 道路施設

#### トンネル

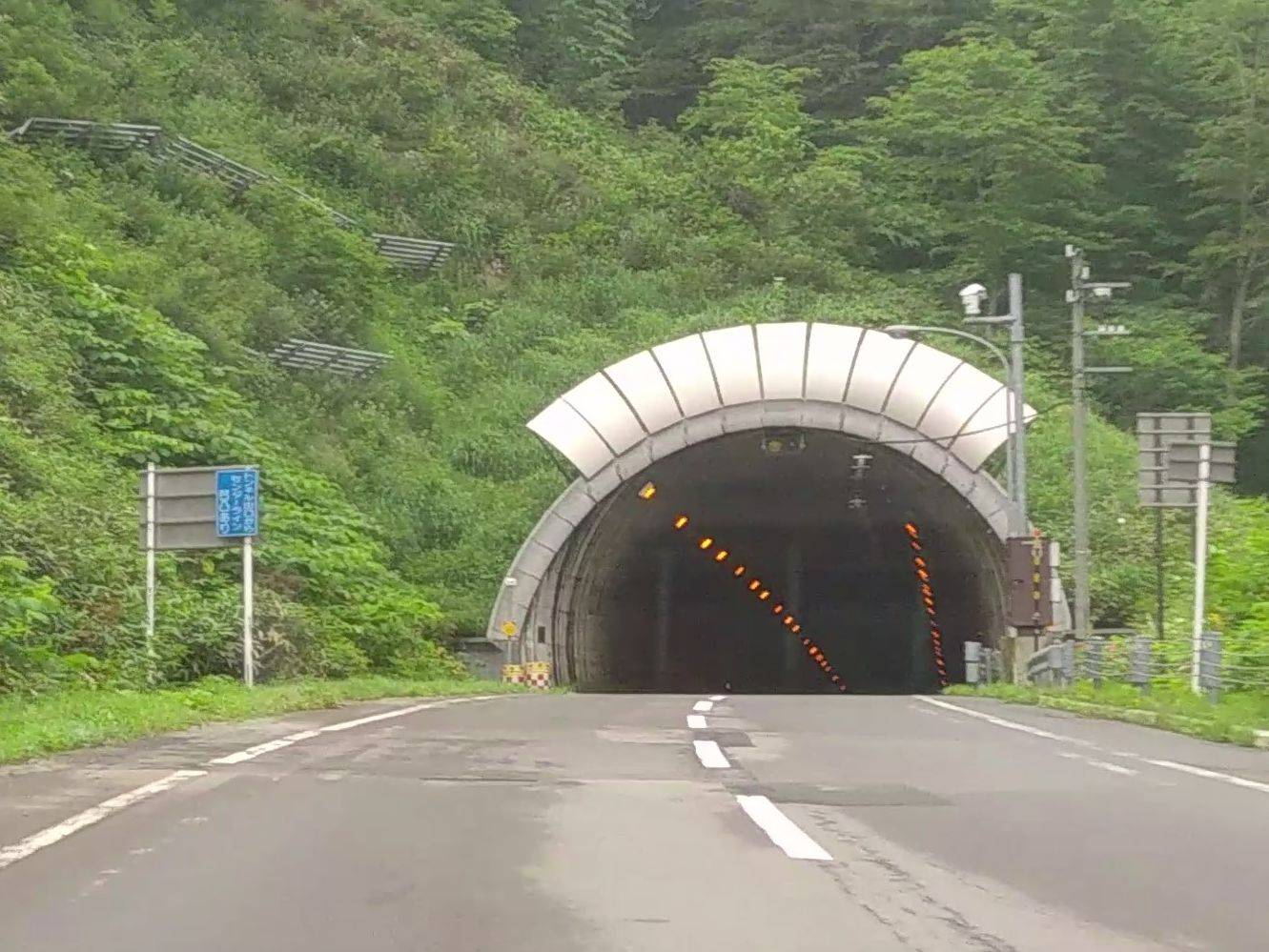
山蕗トンネル（厚沢部町側の坑口、2018年7月）

- さくらんぼトンネル（141 m、八雲町上の湯）
- 山蕗トンネル（982 m、八雲町上の湯 - 厚沢部町字清水）

廃止されたトンネル
- 厚雲隧道（140.2 m、八雲町上の湯 - 厚沢部町字清水）
1962年（昭和37年）開通
1998年（平成10年）廃止

#### 主な橋梁
- 岩見橋（76 m、落部川、八雲町上の湯）
- 石滝橋（72 m、上二股川、八雲町上の湯）
- 鷲堀橋（142 m、安野呂川、厚沢部町字滝野）
- 安野呂橋（89 m、安野呂川、厚沢部町字上里）

#### 常設型ゲート
- 上の湯ゲート（八雲町上の湯、岩見橋北側付近）
- 清水ゲート（厚沢部町字清水）

#### その他の施設
- 山蕗駐車公園（八雲町上の湯）

## 地理

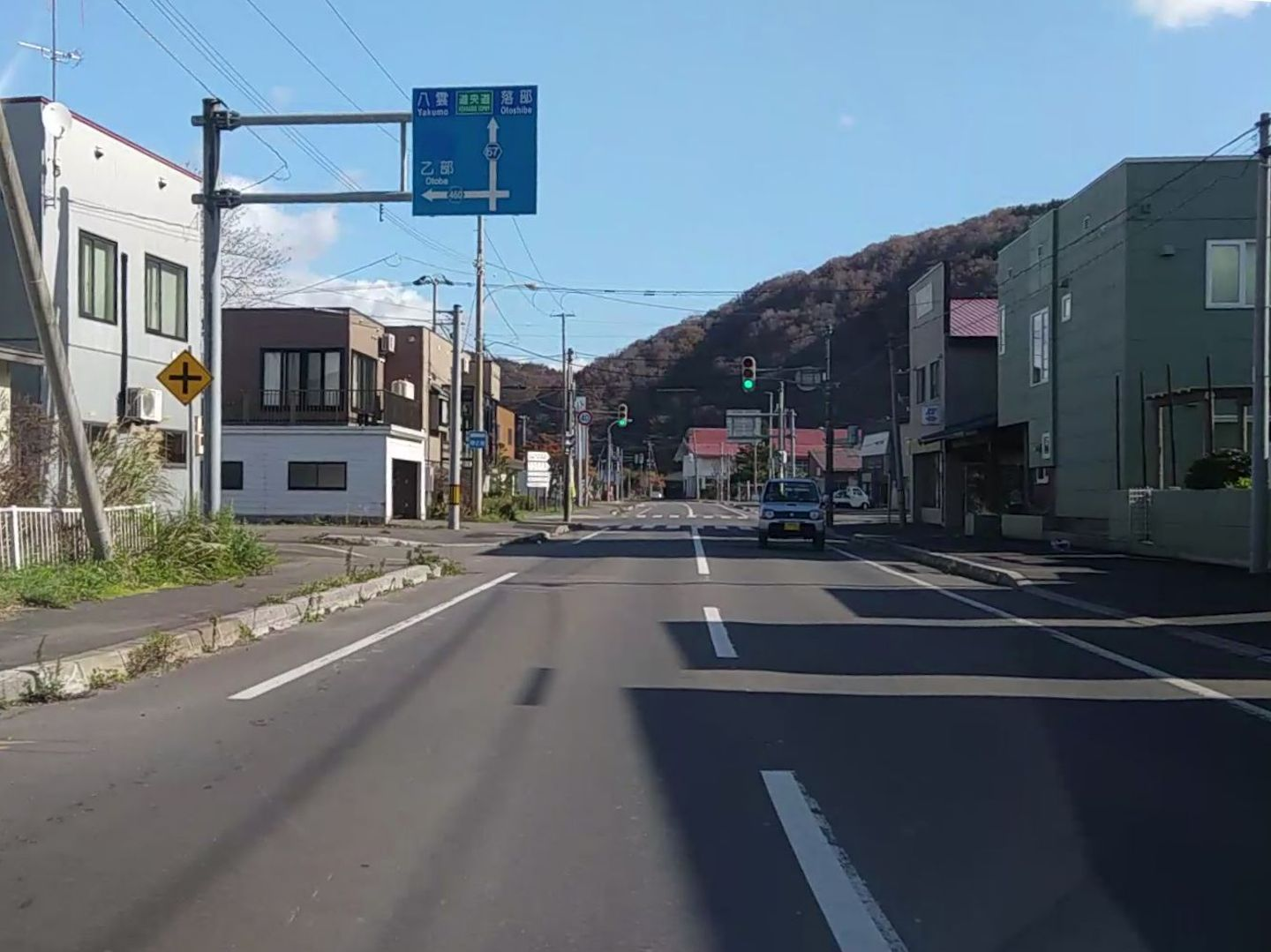
厚沢部町新町の集落にある北海道道67号八雲厚沢部線・北海道道460号乙部厚沢部線の交差点（終点側から、2018年11月）

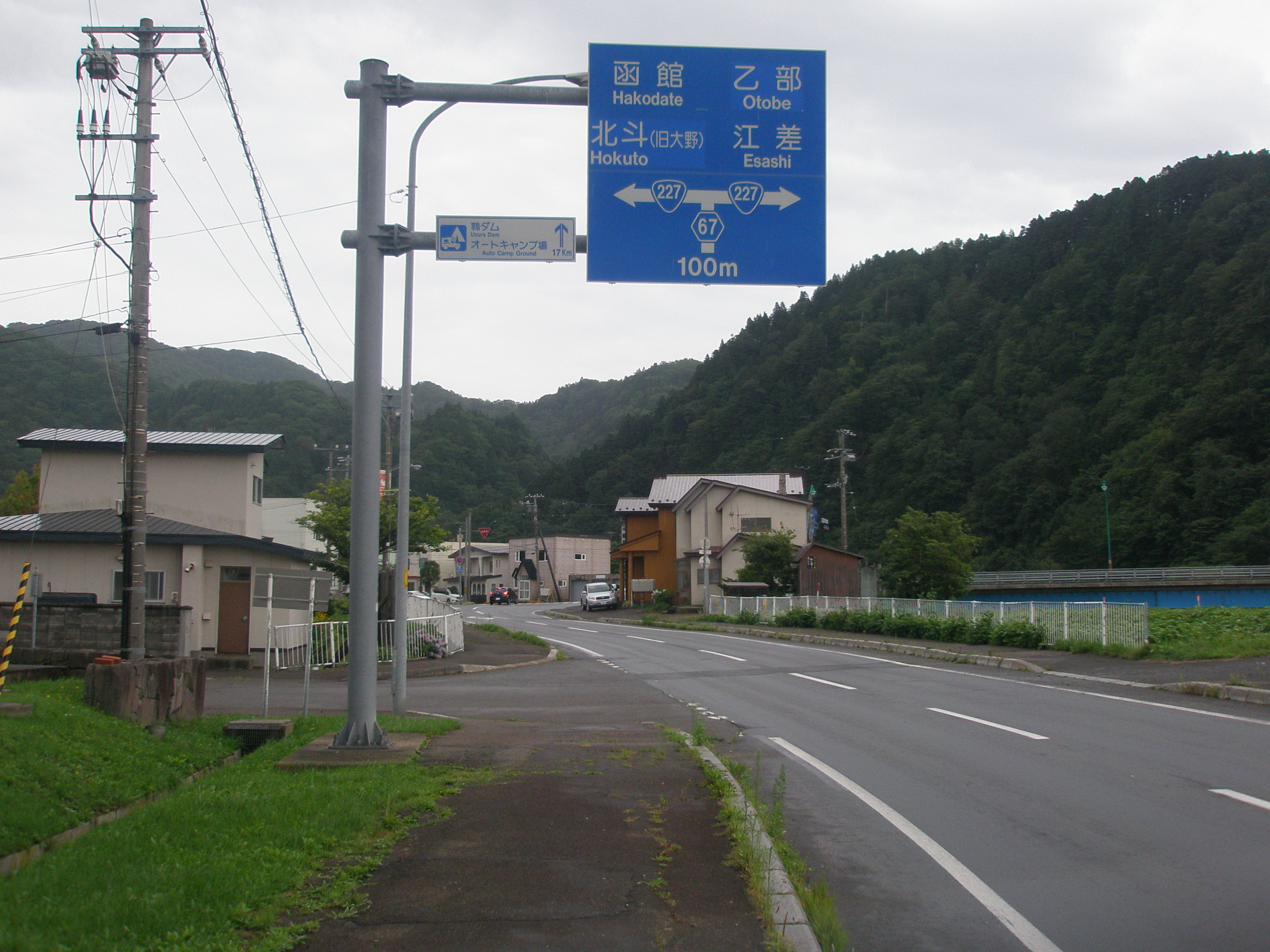
厚沢部町本町にある終点・国道227号交点（2018年8月）

八雲町側は落部川、厚沢部町側は安野呂川（厚沢部川支流）に沿って通る。

### 通過する自治体
- 渡島総合振興局
  - 二海郡八雲町
- 檜山振興局
  - 檜山郡厚沢部町

### 交差する道路
八雲町
- 国道5号 - 落部（起点）

厚沢部町
- 北海道道795号共和鶉線 - 字清水（町道にて間接接続）
- 北海道道460号乙部厚沢部線 - 新町
- 国道227号 - 本町（終点）

### 主な峠
- 厚雲峠（八雲町 - 厚沢部町）

### 沿線にある施設など
八雲町
- 上の湯温泉

厚沢部町
- 俄虫温泉旅館
- 太鼓山スキー場
- 厚沢部町図書館・厚沢部町郷土資料館
- 厚沢部町立厚沢部小学校
- 厚沢部町役場